# Battaglia del Guadalete
La battaglia del Guadalete, anche nota come battaglia del Rio Barbate o battaglia della laguna di La Janda, fu combattuta il 19 luglio 711 nei pressi del fiume Guadalete, nella Betica (Andalusia, Spagna), tra l'esercito dei Visigoti guidato da re Rodrigo e le forze arabo-berbere comandate da Ṭāriq b. Ziyād nel quadro della  conquista islamica della penisola iberica. La sconfitta e morte di Rodrigo pose fine al dominio visigoto in Spagna e segnò l'inizio della conquista araba.

## Battaglia
Secondo quanto riportano le fonti storiche e cronachistiche a nostra disposizione, Ṭāriq sarebbe stato agli ordini di Mūsā ibn Nuṣayr, governatore (wali) di Qayrawan (Nordafrica, o Ifriqiya), il quale, d'intesa col conte di Ceuta Giuliano (secondo altre fonti esarca di Septem/Ceuta), governatore e vassallo di re Rodrigo ma complice del detronizzato re Witiza, avrebbe pianificato l'invasione della Penisola Iberica, traversando pertanto lo Stretto di Gibilterra (dall'arabo Jabal al-Ṭāriq, "il Monte di Ṭāriq") nella notte fra il 27 e il 28 aprile 711.

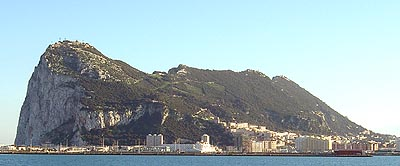
La Rocca di Gibilterra

Le antiche cronache, come di consueto, sopravvalutano eccessivamente il numero degli effettivi di ambo le parti che presero parte alla battaglia, giungendo fino a parlare di 100000 soldati da parte musulmana. È assai probabile che Tāriq sbarcasse a Ṭarīfa con 7000 fanti berberi, raggiungendo Carteya (Cadice) e quindi Algeciras, respingendo l'attacco sferratogli da Bancho o Sancho, cognato di Rodrigo, che gli si era fatto incontro.
Mentre tutto ciò avveniva, il re visigoto si stava scontrando nel nord della Penisola Iberica con i Baschi a Pamplona. La notizia lo raggiunse solo 2 o 3 settimane più tardi. La crisi che minava il regno visigoto in quegli anni fatidici, con continui complotti e guerre fratricide all'interno della nobiltà per impadronirsi del trono limitarono considerevolmente i margini di manovra di Rodrigo al momento di reclutare un esercito col quale far fronte all'invasione, obbligandolo ad accettare l'interessata offerta dei sostenitori del suo avversario Witiza, senza capire quale tradimento si stava per perpetrare da parte di costoro. Sia come sia, poté organizzare affrettatamente uno stuolo armato a Cordova di 40000 uomini e partire per affrontare Tāriq.
Lo scontro ebbe luogo al Wadi Lakka, nell'attuale regione di Cadice, malgrado vi siano storici che situano il luogo dello scontro nelle vicinanze del fiume Barbate, sulla sponda del Guadarranque o a Medina-Sidonia. Durante due giorni entrambe le parti si saggiarono in cruente scaramucce. Una volta avviatasi la battaglia, i figli di Witiza e i loro sostenitori seminarono la discordia all'interno dei ranghi di Rodrigo, tradendolo e ritirandosi, lasciando così esposti i fianchi del suo esercito, atterrendo i sostenitori del monarca. Il centro dell'esercito di Rodrigo resistette per molto ma alla fine cedette.
La distruzione della forza visigota per l'inganno di Witiza, la totale ignoranza del modo di combattere arabo-berbero e la probabile morte di Rodrigo (che una tradizione vuole invece solo ferito, sia pur gravemente, tanto da morire qualche giorno dopo in una località tenuta segreta) spalancò a Tāriq le porte del regno, consentendogli di impadronirsi di Toledo nel 714. Indifesa a causa della fuga di Rodrigo e del suo seguito, compresi gli spatari della sua guardia regia, la città non oppose resistenza.

## Conseguenze
La fulminea avanzata musulmana è stata in seguito motivata dallo sconcerto provocato nelle file visigote dalla schiacciante rotta dell'esercito regio e dalla morte del monarca, incrementato dalla rapida caduta della capitale che non procedette all'elezione di un nuovo re e ad organizzare la resistenza. I congiurati erano ben lungi dal supporre che la loro richiesta d'aiuto ai musulmani per recuperare il trono sarebbe costata loro tanto cara e dal capire quali fossero le vere intenzioni di conquista dei musulmani.
Nello sviluppo degli eventi che seguirono tali fatti, numerosi furono i fattori propiziatori dell'affermazione islamica, come il gran numero di scontenti che si unirono alle forze dell'invasore che usufruì della collaborazione della popolazione iberico-romana - che non aveva alcun diritto di partecipare al governo visigoto (salvo a quello della Chiesa) e che vedeva nel nuovo invasore un possibile alleato contro i Germanici. Si parla anche dell'aiuto della popolazione ebraica la quale era stata perseguitata e minacciata di espulsione dalla monarchia cristiana visigota e da gran parte del resto della popolazione che non solo non oppose resistenza ma, esasperata dalle continue carestie ed epidemie, era desiderosa di stabilità politica.
Qualche tempo dopo Mūsā ibn Nuṣayr, (forse ingelosito dal successo di Tāriq, che era un suo mawlā) sbarcò a sua volta ad Algeciras al comando di 18000 Arabi che rafforzarono il contingente di Tāriq, proseguendo nell'occupazione delle terre iberiche arrivando fino ai territori confinanti con le valli dell'Ebro, delle Asturie e della Galizia, non è chiaro se vi fosse anche l'intento di raggiungere i Pirenei per poi invadere il resto d'Europa attraversando il Regno franco merovingio. A questa corrente si ricollega il mito di Pelagio, nobile visigoto delle Asturie precursore della Reconquista che con la battaglia di Covadonga interpreta bene i desideri successivi dei cristiani spagnoli, i quali si riferivano a un incorrotto e pugnace nucleo gotico, in grado più tardi di destinare la Spagna a destini assai più radiosi.